# Karl Wechselberger
Karl Wechselberger (Innsbruck, 3 december 1970) is een Italiaanse ruiter in de jumping-discipline die actief is op de internationale scène.
Wechselberger groeide op in het Zuid-Tiroolse stadje Sterzing in het Duits sprekende deel van Italië. Hij werd geboren in een paardenliefhebbend gezin en het duurde niet lang voor dat het duidelijk werd dat Karl de passie voor paarden geërfd had. Als kleine jongen, op een leeftijd van 7 jaar, begon Karl aan zijn eerste paardrijdervaringen. Toen hij 16 jaar oud was won Karl Wechselberger het regionaal kampioenschap en liet hiermee zijn talent blijken. Twee jaar later, in 1988, nam Karl voor de eerste keer deel aan een internationale Grote Prijs. Op zijn 22ste zag ook de coach van het Italiaanse nationale team dat Karl zeker in zijn team paste en hij selecteerde de jongeman voor de eerste maal.
De wereldbeker in 2002 die plaatsvond in Moskou bracht Karls eerste grote internationale succes. Hij eindigde daar als vijfde. In de daarop volgende jaren won Karl verschillende competities, zowel in nationale als internationale evenementen. Een van zijn grootste overwinningen behaalde hij met het Italiaanse nationale team toen hij, op het zadel van zijn zeer bekende hengst Quifilio, de Nations Cup van Drammen in Noorwegen won. In 2006 behaalde Karl Wechselberger ook een zege in de Grote Prijs van Sofia met de hengst Replay.
Naast zijn carrière als sportman is Wechselberger ook trainer voor vele jonge ruiters in de regio van Zuid-Tirol.

## Overzicht beste resultaten
- Winnaar van de Nations Cup in Drammen (2005)
- Winnaar van de Grote Prijs van Sofia (2006)
- Winnaar van de Grote Prijs van Wiesen/Zuid-Tirol (2004, 2006, 2007)
- Winnaar van de Nations Cup van Bulgarije (2006)
- Winnaar van de Finale in Praag (2005)
- Winnaar van de Grote Prijs van Bologna (2004)
- Winnaar van de Grote Prijs van Predazzo (2004)
- Tweede plaats in de Grote Prijs van Vimeiro (2007)